# 50 nuances de Grecs (série télévisée d'animation)
50 nuances de Grecs est une série télévisée d'animation française, de 90 épisodes de 3 minutes, créée par Jul et adaptée de la bande dessinée éponyme.
La série revisite avec humour les mythes et principaux personnages de la mythologie grecque en les replaçant dans la société contemporaine.
En France, la série est diffusée à partir du 3 septembre 2018 sur Arte, après l'émission 28 minutes, sous la forme d'un programme court.

## Synopsis
Cette série est une adaptation de la série de bande dessinée 50 nuances de Grecs. Encyclopédie des mythes et des mythologies créée par Jul et Charles Pépin en 2017,.
Elle met en scène les divinités de la mythologie grecque et revisite les mythes avec humour et de manière décalée, en les replaçant notamment dans la société moderne,. Elle se place en continuité de Silex and the City qui mettait en scène une famille du Paléolithique,,,,,.

## Fiche technique
- Titre original : 50 nuances de Grecs
- Création : Jul, d'après sa bande dessinée éponyme
- Réalisation : Mathieu Signolet, Jean-Paul Guigue
- Musique : Antoine Berjeaut (génériques), Alexis Pécharman
- Pays de production :  France
- Langue originale : français
- Production : Caroline Benjo, Barbara Letellier
- Sociétés de production : Haut et Court, Arte France, en association avec Je suis bien content
- Genre : Série d'animation

## Voix françaises
- Jul : Centaure, Hippolyte, Osiris, Ganymède, Banquier incognito, Amon-Râ
- Philippe Torreton : Zeus
- Valérie Lemercier : Pénélope
- Stephan Kalb : Ulysse
- Clément Sibony : Achille
- Raphaël Lamarque : Hercule
- Michel Vuillermoz : Dionysos
- Cécile de France : Artémis
- Joséphine de Meaux : Aphrodite
- Noémie de Lattre : Athéna
- Christian Olivier : Arès
- Franck Ekinci : Héphaïstos
- Perrine Capron : Héra, Virginie
- Frédéric Pierrot : Poséidon, Agamemnon
- Bruno Solo : Pan, Asclépios
- Pauline Lorillard : Déméter
- Félix Moati : Hermès
- Samir Guesmi : Apollon
- Jean-Paul Guigue : Éros, Dédale
- Camélia Jordana : Hestia
- Stéphane Bern : Orphée
- Matthieu Noël : Œdipe
- Michel Elias : Charon, Prométhée, Anubis, Homère
- Christophe Alévêque : Homère (voix 2)
- Guillaume Gallienne : Pélée
- Sara Giraudeau : Métis, Arachné
- Michel Archimbaud : Hadès
- Matthieu Sibony : Télémaque
- Léa Drucker : Thétis, Cyrène
- Marc Jousset : Atlas
- Agnès Hurstel : Artémis (voix 2), Circé
- Raphaël Enthoven : Narcisse
- Victoria Neefs : Perséphone
- Nagui : Hypnos
- Laurent Weil : Thanatos
- Leïla Slimani : Ariane
- David Azencot : Thésée
- Joël Valverde : Égée
- Simon Berjeaut : Sisyphe
- Jérémie Hoarau : Icare
- Sonia Rolland : Hélène
- Alex Vizorek : Jason
- Maia Hoibian : Daphné, Antigone
- Mathias Maréchal : Eschyle
- Christophe Barbier : Créon
- Sophie-Marie Larrouy : Phèdre
- Patrick Boucheron : Minos
- Océan : Hermaphrodite, Déméter (voix 1)
- Daphné Roulier : Méduse, Cassandre, journaliste
- Guillaume Meurice : Tirésias
- Adèle Van Reeth : Mnémosyne
- Esther Müller-Zalc : Danaé
- Audrey Azoulay : Pasiphaé
- Zina Modiano : Clytemnestre
- Leïla Kadour-Boudadi : Éris
- Ava Soriano : Dysnomie
- Anna-Lune Berjeaut : Phonoi
- Loïc Finaz : Léonidas
- Hapsatou Sy : Isis
- Grégoire Galian : Polyphème
- Jean-Baptiste Puech : Euryloque
- Luis Rego : Ménélas
- Bruno Boulzaguet : Ajax
- Erwan Courtioux : Sophocle
- Camille Serceau : Avocate, Blanche-Neige
- Alessandra Sublet : Églé
- Nicolas Stoufflet : Sphinx
- Nine d'Urso : Io
- Yannick Jadot : Éole
- Olivier Pasquier : Polybe
- Crystal Shepherd-Cross : Mérope, Gaïa
- Golshifteh Farahani : Astarté
- Zar Amir Ebrahimi : Ishtar
- Jean-Luc Verschelde : Amadou
- Nikos Aliagas : Éros Aliagas
- Patrick Pelloux : Hercule Zemmour
- Léa Salamé : journaliste de La Matinale de Grèce Inter
- Nicolas Demorand : journaliste de La Matinale de Grèce Inter
- Charline Vanhoenacker : Phrygienne Barjot
- Elsa Lepoivre : Ludovine
- Alex Lutz : Catherine grecque
- Bruno Sanches : Liliane grecque
- Enrico Macias : Pythagore
- Manon Bril : Perséphone (voix 2)
- Anna Mouglalis : Sophocle (voix 2)
- Émilie Aubry : Journaliste TV
- Laurent Delahousse : Journaliste TV
- Ophélia Kolb : Cassandre (voix 2)
- Pierre Lescure : Ouranos
- Saveria Rojek : Journaliste TV
- Diane Rouxel : Infirmière
- Clémence Pouletty : Alcmène
- Millie Voilà : Nausicaa

## Épisodes

### Saison 1 (2018)
1. Moi mioche et méchant
2. Règle de Troie
3. Sans fil
4. One Way Ticket
5. Entre les murs
6. C’est lundi c’est tzatziki
7. Un amour de soi
8. Le mythe du plein emploi
9. Pan-pan cul-cul
10. Les ailes du délire
11. Tout feu tout femme
12. "...Homère, bonjour les dégâts"
13. Adopte-un-grec.com
14. Chérie j’ai englouti les gosses
15. Les dieux du stade
16. Grexit
17. Vous les flammes
18. Comme un pied
19. The Voice Olympe
20. Inspecteur Gadget
21. Merci pour ce moment
22. La guerre du Neuf-Troie n’aura pas lieu
23. Le casque et la plume
24. Au rendez-vous des Atrides
25. Heureux qui comme Ulysse
26. Les bronzés font du mythe
27. Mother fucker
28. PMA
29. Mets de l’huile
30. Cassandre Institut

### Saison 2 (2020)
1. Grec-Pride
2. Sortie de boîte
3. Scène de ménage
4. À bout de souffle
5. Sous le sommeil exactement
6. Antigone with the Wind
7. Plan à Troie
8. Webmaster
9. Voilà Léthé
10. Pomme-Q
11. Qu’est-ce qu’on a fait au bon Zeus ?
12. Catherine et l’Iliade
13. Cinémythographique
14. Make Mythology Grecque Again !
15. Dead Can Dance
16. Jupiter démission !
17. La toison du plus fort
18. L’agité du vocal
19. Oreste et Pilates
20. Jardiland
21. Hélène et les garçons
22. Drama Queen
23. #Myth-Too
24. Jamais sans ma fille
25. Eyes Wide Shut
26. Spring grec
27. Les dieux de la poudre
28. Les dieux de la food
29. Meet the Myth
30. Recherche un mec mortel

### Saison 3 (2022)
1. Métro, mytho, dodo
2. Taramavirus
3. Qui s'y frotte s'y pique
4. Laisse-moi zoom-zoom Zeus
5. Ithaque 40
6. Chaud must go-on
7. Ecce mytho
8. Les sous-dieux passent le bac
9. Quoiqu'il en goutte
10. La familia grande
11. Homère bnb
12. Nordic pic
13. Une famille en nord
14. Mythologie
15. Odyssey's Eleven
16. Au jardin d'adn
17. Anciens régimes
18. Myth in China
19. Place des grands mythes
20. 20 000 lieux sous Homère
21. Les dieux du stage
22. Grecs Side Story
23. Grecflix
24. Aristophane comedy club
25. Les métamorphoses du vide
26. Des goûts et des colères
27. Pythie-leaks
28. Harry Jupiter à l'école des sorciers
29. Athéna-situations
30. Les vieux de l'Olympe